# Glomerulär filtrationshastighet
Glomerulär filtrationshastighet vilket brukar förkortas GFR från (eng.  glomerular filtration rate) är ett begrepp inom fysiologin som anger hur snabbt blodplasma filtreras genom njurens glomeruli. Under normala förhållande upprätthåller kroppen ett relativt konstant GFR, även om GFR direkt beror på det hydrostatiska blodtrycket i de kapillärer som glomeruli består av. Detta kapillärtryck regleras i sin tur av nefronets afferenta- samt efferenta arterioler. En process som kallas för autoreglering.
GFR kan mätas kliniskt med hjälp av clearanceformeln och en substans som uppfyller ett antal specifika kriterier, exempel på en sådan substans är inulin (inte insulin). Inulin är unik i det avseendet att substansen inte påverkar njurens fysiologi och inte genomgår återabsorption i njurarnas nefron. Ämnen som används för att undersöka GFR ska filtreras fritt i glomerulus, inte metaboliseras i kroppen och inte utsöndras eller återabsorberas i nefronets tubulusceller. GFR motsvarar volymen filtrerad plasma (också kallad primärurin) per tidsenhet och den vanligen använda enheten är ml/min. Olikstora friska individer har olika njurstorlek och därmed olika GFR mätt som ml/min. För att kunna jämföra njurfunktionen mellan individer med olika storlek brukar GFR-värdet därför normeras till kroppsytan hos en medelstor vuxen med en kroppsyta på 1,73 m2. Fördelen med ett sådant kroppsytenormerat GFR (med enheten ml/min/1,73 m2) är att normalvärdena för olikstora individer, till exempel vuxna och barn, blir desamma. Kroppsytenormerat GFR kallas också relativt GFR medan det icke-kroppsyternormerade värdet i ml/min kallas absolut GFR. Valet av 1,73 m2 för kroppsytenormeringen gjordes 1928 och baserades då på att det var medelvärdet av kroppsytorna hos 25-åriga män och kvinnor. Undersökningar av svenska män och kvinnor 2005 visar att en vuxen svensk kvinna numera har en medelskroppsyta på 1,72 m2.